# Gideon Glick
Gideon Glick (nascido em 6 de junho de 1988) é um ator estadunidense que iniciou na Broadway com o papel de Ernst Robel no musical Spring Awakening (em português O Despertar da Primavera). Seus papéis na Broadway incluem Jimmy-6 em Spider-Man: Turn Off the Dark, Jordan Berman em Significant Other e Dill Harris na adaptação teatral de Aaron Sorkin de To Kill a Mockingbird (O Sol é Para Todos), livro de Harper Lee, papel pelo qual foi indicado ao prêmio Tony de Melhor Ator Coadjuvante em uma Peça, em 2019.
Seus papéis no cinema incluem Ty McKay na série Devious Maids, Kyle McCalister no filme Oito Mulheres e Um Segredo, Alfie Zielinski na série Maravilhosa Sra. Maisel e Tom Cothran no filme indicado ao Oscar Maestro. Em 2025, estrelou na série do Prime Video Étoile.

## Biografia
Gideon Glick nasceu de uma família judia na Filadélfia, Estados Unidos, surdo do ouvido direito. Ainda em seu último ano do ensino médio, ele se mudou para Nova Iorque para interpretar o papel de Ernst Robel no musical Spring Awakening.

## Carreira
O primeiro papel importante de Gideon Glick foi Ernst Robel, um garoto adolescente apaixonado por seu colega de classe, Hanschen Rilow, no elenco original do musical de sucesso Spring Awakening. A peça estreou na Atlantic Theatre Company, fora da Broadway, mas depois foi aos palcos da Broadway no teatro Eugene O'Neill Theatre, acompanhando Gideon e seus colegas de cena Jonathan Groff, John Gallagher Jr. e Lea Michele. No mesmo ano, Glick fez sua estreia no cinema como Slap no filme One Last Thing... (Meu Último Desejo) ao lado de Cynthia Nixon e Ethan Hawke .
Seu segundo papel importante no teatro foi em Speech & Debate (nos teatros de Roundabout Underground), uma peça do diretor Stephen Karam. A peça começou em outubro de 2007 e durou até o início de 2008.
Gideon retornou à Broadway com o personagem Jimmy-6, um membro do quarteto "Geek Chorus" na peça Spider-Man: Turn Off the Dark, dirigida por Julie Taymor. Porém, Jimmy-6 e o resto dos personagens do Geek Chorus foram cortados da história quando Taymor foi forçada a deixar o cargo de diretora.  Depois de co-estrelar a produção do MCC de Wild Animals You Should Know, Gideon interpretou Jack na produção do The Public Theater de Into the Woods (Era Uma Vez...) , musical de Stephen Sondheim, ao lado de Amy Adams e Denis O'Hare .
Em 2014 ele foi nomeado no jornal The New York Times por sua adorada atuação como Matthew em The Few, de Samuel D. Hunter . Depois ele foi escalado para seu primeiro papel recorrente, Ty McKay, vilão da segunda temporada da série Devious Maids.
Seu primeiro papel principal foi em Significant Other como Jordan Berman, ao lado de Barbara Barrie . A peça foi escrita por Joshua Harmon e estreou no Laura Pels Theater da Roundabout Theatre Company em 2015. A produção foi aclamada e esgotou ingressos, mais tarde sendo transferida para o Booth Theatre da Broadway em 2016, e Gideon recebeu uma indicação ao prêmio Drama League por sua performance. Em seguida, ele interpretou Kyle McCallister no filme da Warner Bros. Oito Mulheres e Um Segredo, e logo após teve um papel recorrente em The Detour no canal TBS .
Ele estrelou a adaptação teatral do livro O Sol é Para Todos, criada por Aaron Sorkin e produzida por Scott Rudin, em 2018. Junto ao ator Jeff Daniels interpretando Atticus Finch, Gideon interpretou o personagem Dill Harris, amigo de Scout e Jem Finch. Em janeiro de 2020, Gideon começou a interpretar Seymour Krelborn na reestreia off-Broadway de Little Shop of Horrors (A Pequena Loja dos Horrores) ; ele já havia interpretado o papel temporariamente por duas semanas em novembro de 2019.

## Vida pessoal
Gideon é gay e é assumido desde bem novo. Ele se casou com o médico Perry Dubin em novembro de 2019.

## Filmografia

### Filmes
| Ano  | Título                               | Papel                   | Notas        |
| ---- | ------------------------------------ | ----------------------- | ------------ |
| 2005 | Meu Último Desejo                    | Slap                    |              |
| 2013 | Gods Behaving Badly                  | Eros                    |              |
| 2014 | Song One                             | Everett                 |              |
| 2017 | Speech & Debate                      | Gideon                  |              |
| 2018 | Oito Mulheres e Um Segredo           | Kyle McCallister        |              |
| 2019 | História de Um Casamento             | Ator de Teatro          |              |
| 2022 | Spring Awakening: Those You've Known | ele mesmo               | Documentário |
| 2022 | Ruído Branco                         | Técnico Simuvac         |              |
| 2022 | O Pálido Olho Azul                   | Cadete Horatio Cochrane |              |
| 2023 | Maestro                              | Tommy Cothran           |              |

### Televisão
| Ano     | Título                            | Papel            | Notas                                   |
| ------- | --------------------------------- | ---------------- | --------------------------------------- |
| 2013    | Wallflowers                       | Todd             | 4 episódios                             |
| 2014    | Devious Maids                     | Ty McKay         | Recorrente da temporada; 9 episódios    |
| 2013–14 | It Could Be Worse                 | Phillip Klein    | Recorrente da série; 17 episódios       |
| 2015    | Man Seeking Woman                 | Cientista        | Episódio: "Traib"                       |
| 2016    | The Good Wife                     | Blake Reedy      | Episódio: "Monday"                      |
| 2016    | Margot vs. Lily                   | Glenn            | Recorrente da série; 5 episódios        |
| 2016    | Elementaríssimo                   | Dennis Karig     | Episódio: "Render, and Then Seize Her"  |
| 2018    | The Detour                        | Straight Jack    | 3 episódios                             |
| 2021    | The Other Two                     | Jess             | 4 episódios                             |
| 2022–23 | Maravilhosa Sra. Maisel           | Alfie            | Recorrente (Temporada 4–5); 8 episódios |
| 2022    | História de Horror Americana: NYC | Cameron Dietrich | Recorrente da temporada; 6 episódios    |
| 2025    | Étoile                            | Tobias Bell      | Recorrente da série                     |

### Teatro
| Ano     | Título                                               | Papel                       | Teatro | Notas                            |
| ------- | ---------------------------------------------------- | --------------------------- | --- | -------------------------------- |
| 2006–07 | Spring Awakening (O Despertar da Primavera)          | Ernst                       | Atlantic Theater Company: 19 de maio – 5 de agosto, 2006                                                  | Off-Broadway                     |
| 2006–07 | Spring Awakening (O Despertar da Primavera)          | Ernst                       | Eugene O'Neill Theater: 16 de novembro, 2006 – 25 de agosto, 2007                                         | Broadway                         |
| 2007–08 | Speech & Debate                                      | Gideon                      | Roundabout Theater Company: 5 de outubro – 24 de feveireiro, 2008                                         | Off-Broadway                     |
| 2009    | Population: 8                                        |                             | SoHo Playhouse (FringeNYC): 18–30 de agosto, 2009                                                         | Off-Broadway                     |
| 2010–11 | Spider-Man: Turn Off the Dark                        | Jimmy-6                     | Lyric Theatre: 28 de novembro, 2010 – 18 de abril, 2011                                                   | Broadway                         |
| 2011    | Wild Animals You Should Know                         | Jacob                       | MCC Theater: 4 de novembro – 11 de dezembro, 2011                                                         | Off-Broadway                     |
| 2012    | Into the Woods (Era Uma Vez...)                      | Jack                        | Delacorte Theater (Shakespeare in the Park): 23 de julho – 1º de setembro, 2012                           | Off-Broadway                     |
| 2013–14 | The Few                                              | Matthew                     | The Old Globe Theatre: 28 de setembro – 27 de outubro, 2013                                               | Regional                         |
| 2013–14 | The Few                                              | Matthew                     | Rattlestick Playwrights Theater: 23 de abril – 21 de junho, 2014                                          | Off-Broadway                     |
| 2015    | Significant Other                                    | Jordan Berman               | Roundabout Theater Company: 21 de maio – 16 de agosto, 2015                                               | Off-Broadway                     |
| 2017    | Significant Other                                    | Jordan Berman               | Booth Theatre: 14 de feveireiro – 23 de abril, 2017                                                       | Broadway                         |
| 2016    | The Harvest                                          | Tom                         | Lincoln Center Theatre: 8 de outubro – 20 de novembro, 2016                                               | Off-Broadway                     |
| 2018–19 | To Kill a Mockingbird (O Sol é Para Todos)           | Charles Baker "Dill" Harris | Shubert Theatre: 1º de novembro, 2018 – 3 de novembro, 2019                                               | Broadway Indicado ao Prêmio Tony |
| 2019–20 | Little Shop of Horrors (A Pequena Loja dos Horrores) | Seymour Krelborn            | Westside Theatre: 5–17 de novembro, 2019 (substituto) 21 de janeiro, 2020 – 12 de março, 2020 (principal) | Off-Broadway                     |

Shows
- 2009: How Can You Run with a Shell on Your Back? (musical de Aesop's Fables ) – New Worlds Stages (21º Festival Anual de Novos Musicais)
- 2010: Sons of the Prophet – Susan Stein Shiva Theater (Powerhouse Theater )
- 2018: The Destiny of Me (Alexander) – Lucille Lortel Theatre

### Outras mídias
| Ano     | Título          | Papel                  | Mídia   | Notas            |
| ------- | --------------- | ---------------------- | ------- | ---------------- |
| 2016    | The Message     | Mod                    | Podcast | Regular da série |
| 2017    | Modern Love     | Just Don't Call Me Mom | Podcast | Episódio 66      |
| 2019–20 | The Two Princes | Percy Junior           | Podcast | Papel recorrente |

## Prêmios e indicações
| Ano  | Prêmio                             | Categoria                            | Trabalho              | Resultado | Ref |
| ---- | ---------------------------------- | ------------------------------------ | --------------------- | --------- | --- |
| 2017 | Drama League Award                 | Performance Distinta                 | Significant Other     | Indicado  |     |
| 2017 | Prêmios do Público da Broadway.com | Melhor Ator Protagonista Em uma Peça | Significant Other     | Indicado  |     |
| 2019 | Tony Award                         | Melhor Ator Coadjuvante em Uma Peça  | To Kill A Mockingbird | Indicado  |     |
| 2019 | Prêmios do Público da Broadway.com | Melhor Ator Coadjuvante em Uma Peça  | To Kill A Mockingbird | Indicado  |     |